# Збігневиці-Кольонія
Збігневиці-Кольонія (пол. Zbigniewice-Kolonia) — село в Польщі, у гміні Копшивниця Сандомирського повіту Свентокшиського воєводства.
Населення — 258 осіб (2011).
У 1975-1998 роках село належало до Тарнобжезького воєводства.

## Демографія
Демографічна структура на день 31 березня 2011 року:
|          | Загалом | Допрацездатний вік | Працездатний вік | Постпрацездатний вік |
| -------- | ------- | ------------------ | ---------------- | -------------------- |
| Чоловіки | 132     | 35                 | 82               | 15                   |
| Жінки    | 126     | 21                 | 73               | 32                   |
| Разом    | 258     | 56                 | 155              | 47                   |